# Sd.Kfz.11
Sd.Kfz.11 (Sonderkraftfahrzeug 11) – niemiecki pojazd półgąsienicowy z okresu II wojny światowej. Został zaprojektowany w firmach Hansa-Lloyd (Borgward) i Goliath, a produkowany w latach 1937–1944. Podstawową wersją pojazdu był lekki ciągnik artyleryjski (niem. leichter Zugkraftwagen 3t), na jego bazie powstało 5 innych wersji. Przystosowany był do ciągnięcia haubic 10,5 cm leFH 18, dział przeciwpancernych PaK 40 oraz dział przeciwlotniczych FlaK 36 i 37.

## Wersje rozwojowe

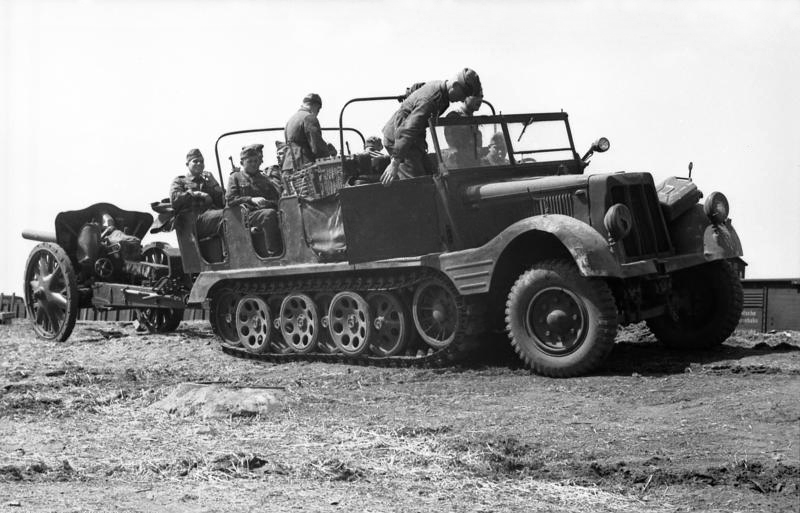
SdKfz 11 z haubicą 10,5 cm leFH 18

- Sd.Kfz. 11/1 – ciągnik wyrzutni Nebelwerfer i transporter rakiet (niem. Nebel-Kraftwagen)[4];
- Sd.Kfz. 11/2 – transporter obrony chemicznej (niem. mittlerer Entgiftungs-Kraftwagen);
- Sd.Kfz. 11/3 – wóz obrony chemicznej ze spryskiwaczami odkażającymi (niem. mittlerer Sprüh-Kraftwagen)[3], wyprodukowano 125 sztuk w firmie Drettmann[4];
- Sd.Kfz. 11/4 – ciągnik wyrzutni Nebelwerfer 40 i transporter rakiet (niem. Nebel-Kraftwagen), przewoził 36 pocisków kalibru 15 cm[4];
- Sd.Kfz. 11/5 – wóz obrony chemicznej (niem. mittlerer Gassprür-Wagen) wyposażony w wykrywacz gazów bojowych[3]. Inne źródła podają, że był to ciągnik wyrzutni Nebelwerfer 40 i transporter rakiet (niem. Nebel-Kraftwagen), przewoził 10 pocisków kalibru 21 cm[4];